# Suhius rubescentis
Suhius rubescentis is een mosdiertjessoort uit de familie van de Bitectiporidae. De wetenschappelijke naam van de soort is voor het eerst geldig gepubliceerd in 2001 door Liu.